# Caripeta canidiaria
Caripeta canidiaria är en fjärilsart som beskrevs av John Kern Strecker 1899. Caripeta canidiaria ingår i släktet Caripeta och familjen mätare. Inga underarter finns listade i Catalogue of Life.